# Bitwa o Dobley
Bitwa o Dobley – zbrojne starcie między rywalizującymi somalijskimi frakcjami islamistycznymi Hizbul Islam i Al-Shabaab rozegrane w dniach 18–19 lutego 2010 roku.
Walka toczyła się o kontrolę nad miastem Dobley, które leży na południu Somalii przy granicy z Kenią w strefie wpływów rebeliantów. Przyczyną bitwy był rozłam sojuszu między ugrupowaniami rebelianckimi w październiku 2009 i chęć samodzielnego kontrolowania miasta. Przed rozpoczęciem starć, miasto formalnie kontrolowały bojówki Szebabów, które przepędziły Hizbul Islam z miasta 28 listopada 2009 roku.

## Bitwa
W pierwszej fazie bitwy bojówki Hizbul Islam zdołały zdobyć kontrole nad centrum miasta. Szebabowie z powodu mocnego ostrzału byli zmuszeni do wycofania się.
Jeszcze pierwszego dnia Al-Shabaab przeszło do natarcia i ciężkie walki wybuchły ponownie.
Następnego dnia setki bojowników Al-Shabaab skutecznie bronili pozycji w mieście doprowadzając do kapitulacji Hizbul Islam.
Bitwa zakończyła się więc nieudaną próbą przejęcia kontroli nad Dobley przez Hizbul Islam. W starciach łącznie zginęło co najmniej 15 rebeliantów obu frakcji, a 25 odniosło rany.
19 marca, miesiąc po ustaniu ciężkich walk w wymianie ognia między rebeliantami w mieście kontrolowanym przez Szebabów, zginął jeden z liderów Al-Shabaab, Ali Hasan.